# Soomevere (Kõo)
Soomevere – wieś w Estonii, w prowincji Viljandi, w gminie Kõo.